# 트리어현

라인란트팔츠주에서 트리어현의 위치

트리어현(독일어: Regierungsbezirk Trier)은 과거 독일 라인란트팔츠주 서부에 있던 현(Regierungsbezirk)이다. 현도는 트리어였으며 폐지 당시의 면적은 4,922.46km2, 인구는 512,990명(2001년 기준), 인구 밀도는 100명/km2이었다. 4개 군(Landkreise), 1개 시(Kreisfreie Städte)를 관할했으며 2000년 1월 1일을 기해 폐지되었다.

## 하위 행정 구역

### 군(Landkreise)
1. 베른카스텔비틀리히군(Bernkastel-Wittlich)
2. 비트부르크프륌현(Bitburg-Prüm)
3. 풀카나이펠군(Vulkaneifel)
4. 트리어자르부르크군(Trier-Saarburg)

### 시(Kreisfreie Städte)
1. 트리어시(Trier)